# مصطفى بن إسماعيل
مصطفى بن إسماعيل ويكنى بـأبي النخبة مصطفى بن إسماعيل: ولد حوالي عام 1850 وتوفي بإسطنبول عام 1892، أسندت إليه الوزارة الكبرى في أواخر عهد محمد الصادق باي، وفي عهده انتصبت الحماية الفرنسية على البلاد التونسية.

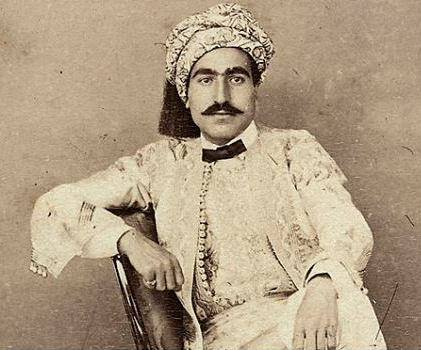
مصطفى بن إسماعيل

## جذور غامضة
لا يُعرَف عن أصوله الشيء الكثير إلا أن أمه يهودية من بنزرت أسلمت وسميت منّانة. كان وهو طفل صغير يتسكع في شوارع مدينة تونس ممزق الثياب يلتقط أعقاب السجائر في المقاهي الأوربية، ثم عمل في مقهى لأحد المالطيين ثم بدكان حلاق يقع بسوق البلاط. انتقل بعد ذلك لخدمة أحد حراس الباي، ومن هناك انتقل لخدمة محمد الصادق باي الذي تعلّق به.

## قفزات في السياسة
من فرط إعجابه به رقاه محمد الصادق باي من أول وهلة إلى رتبة بينباشي أي ما يقابل رتبة رائد ولازال يرتقي حتى أمير لواء وكلفه بعد ذلك بولاية عسته «وأخذ التصرف في عموم شؤون القصر، ثم رقاه إلى رتبة فريق، ثم عينه عاملا أي واليا على الوطن القبلي. وبعد أن ساهم في سقوط الوزير الأكبر مصطفى خزندار عام 1873، عين وزيرا للبحر يوم 22 أكتوبر 1873، ثم وزيرا للعمالة أي ما يساوي وزير الداخلية، ثم عين في عضوية الكومسيون المالي في جويلية 1877، وعين وزير الشورى في أوت 1877، ثم عين وزيرا أكبر خلفا لمحمد خزندار في 24 أوت 1878، واحتفظ بمنصبه إلى ما بعد انتصاب الحماية الفرنسية، وقد حابى الشركات الفرنسية لتتحصل على بعض المشاريع بالبلاد التونسية، ومنها «شركة بون قالمة» التي حصلت على مد خطة السكة الحديدية نحو الجزائر. ثم كان مشجعا للباي للتوقيع على معاهدة الحماية في 12 ماي 1881، لكن إنتصاب الحماية وحمله لوسام جوق الشرف الفرنسي لم ينفعوه، فقد عزل في 12 سبتمبر 1881، فاتجه إلى فرنسا في بداية سنة 1882 غير أنه لم يجد جزاءًا لما قام به، وحاول إصدار صحيفة عربية وعبرية تحمل عنوان الشمس لكنه لم ينجح. إتجه في عام 1889 إلى إستانبول حيث حظي في البداية بالاستقبال الحسن من قبل السلطات العثمانية التي خصصت له جراية، قبل أن تتحرك ضده الجالية التونسية هناك. مات وهو في حالة خصاصة حسب غانياج.

## إشارات مرجعية
1. ↑  سيرة مصطفى بن إسماعيل، تحقيق رشاد الإمام، تونس 1981، ص 1
2. ↑  Jean Ganiage, Les origines du protectorat français en Tunisie, Publ. de l'Université de Tunis, 1960, p. 433
3. ↑  سيرة مصطفى بن إسماعيل، نفس المصدر، ص 2
4. ↑  السيرة، نفس المصدر، ص 5
5. ↑  جون غانياج، نفس المصدر، ص 434
6. ↑  السيرة، نفس المصدر، ص 16-17
7. ↑  غانياج، المصدر نفسه، ص 434
8. ↑  السيرة، نفس المصدر، ص 19
9. ↑  Andreas Tunger Zanetti, La communication entre Tunis et Istanbul 1860-1913, Province et métropole, L'Harmattan, Paris, 1996, p. 132-133
10. ↑  جون غانياج، المصدر نفسه، ص 434

| سبقه محمد خزندار | وزير أكبر (تونس) 24 أوت 1878 - 12 سبتمبر 1881- | تبعه محمد خزندار |